# Astraeodes
Genre

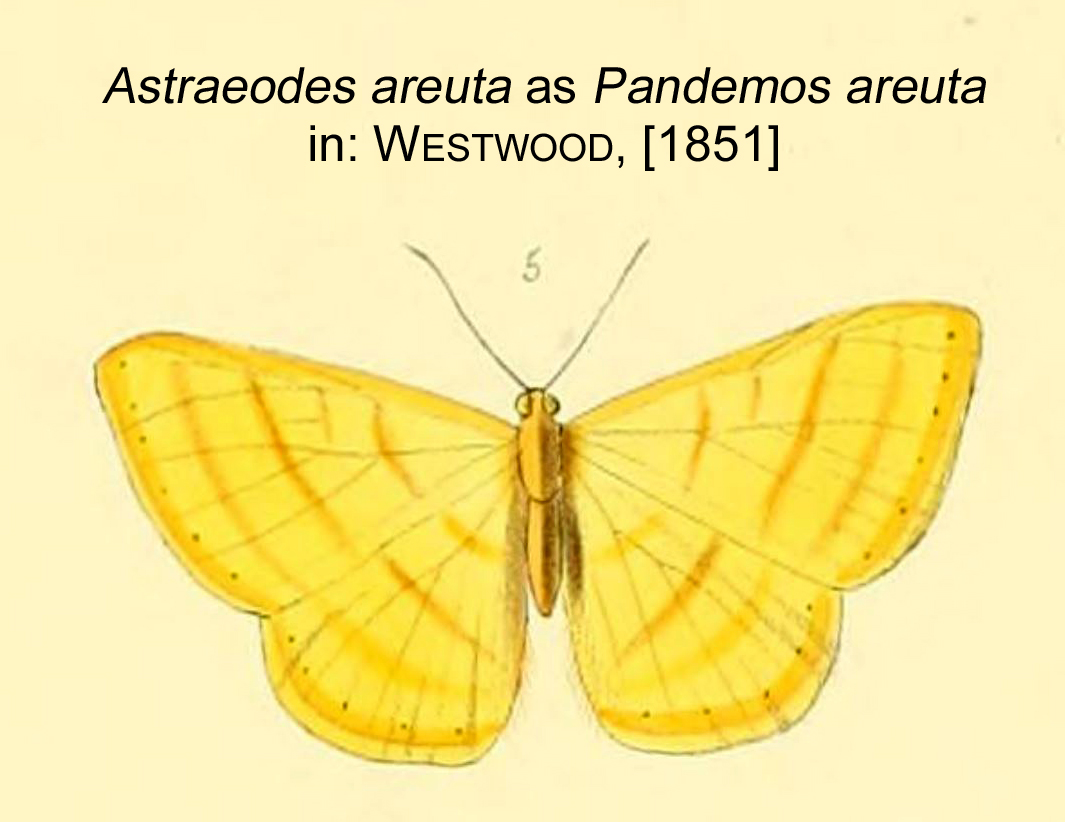
Astraeodes

Astraeodes est un genre d'insectes lépidoptères de la famille des Riodinidae qui ne comprend qu'une seule espèce, Astraeodes areuta.

## Dénomination
Le nom Astraeodes leur est donné par Otto Staudinger en 1819.

## Espèce
Astraeodes areuta  (Westwood, [1851]) est présent en Bolivie, au Brésil et au Pérou.

### Source
- Astraeodes sur funet